# Покхара
По́кхара (непальск. पोखरा) — город в центральном Непале, административный центр района Каски, зоны Гандаки и Западного региона Непала. Расположен в 198 км к западу от Катманду; население — около 300 000 человек. Это третий по численности населения город в Непале, после Катманду и Биратнагара.
Город находится на озере Пхева, из города открывается живописный вид на Гималаи (Большой Гималайский Хребет) с восьмитысячными вершинами (Даулагири, Аннапурна, Манаслу). По этой причине город очень популярен среди туристов. От Покхары начинается ряд треккинговых маршрутов.
В городе проживают неварцы, гурунги, магары, чхетри, тхакали и другие народы Непала. C 1950-х годов в долине Покхары поселились много тибетских беженцев, которые поначалу жили в лагерях.
В 1960-е город открыли хиппи, которые организовали многочисленные поселения в долине. После того, как король Бирендра изменил визовую политику для иностранцев, хиппи вынуждены были покинуть Непал, но в городе начался туристский бум, который уменьшился в связи с гражданской войной в Непале.
В настоящее время в городе имеется туристический район Лэйксайд, расположенный непосредственно вдоль озера Пхева. В районе сосредоточены отели, рестораны, компании обслуживающие нужды туристов.
В городе также сосредоточено множество парапланерных клубов, в 30 минутной доступности от города находится вершина Сарангкот, откуда осуществляется большая часть полетов, как соло-пилотов, так и тандемов. Популярность данного места обусловлена сравнительно мягкими термическими условиями, допускающими первоначальное обучение термическим полётам.

## Достопримечательности
- Международный музей гор
- Ступа Мира
- Пещеры Махендра и водопад Девиса
- Музей гуркхов

## Аэропорт
Аэропорт Покхара находится в центре города и осуществляет рейсы в Катманду, Джомсом, Мананг, Бхайрхава (Сиддхартанагар) и Бхаратпур. Чартерные вертолетные рейсы в Мананг и Джомсом.